# Campionato mondiale per club FIVB 2010 (femminile)
Il campionato mondiale per club FIVB 2010 è la 4ª edizione del massimo torneo pallavolistico mondiale per club femminili, la prima dopo il ripristino deciso nel 2010.
Il torneo ha preso il via il 15 dicembre 2010 e si concluderà il 21 dicembre, prevedendo un montepremi complessivo di 550.000$ (USD). Tutti gli incontri si disputeranno all'Al-Gharafa Indoor Hall di Doha ( Qatar).

## Formato
Alla competizione prendono parte, come da regolamento, le squadre 5 vincitrici delle massime competizioni continentali, più una wild card decisa dalla federazione internazionale.
La formula prevede la suddivisione delle sei squadre partecipanti in due gironi, A e B. Si qualificano per la fase successiva le prime due classificate di ogni girone, che si incroceranno in semifinale (la prima del girone A incontra la seconda del girone B, e il contrario). Le squadre qualificatesi terze nel girone iniziale saranno eliminate, e verranno entrambe inserite nella classifica finale con il rango di quinte.
Le vincitrici delle semifinali si contenderanno la vittoria finale, mentre le sconfitte si scontreranno per la finale 3º-4º posto.

## Squadre partecipanti e date
| Squadra       | Qualificazione                              | Ultima partecipazione |
| ------------- | ------------------------------------------- | --------------------- |
| Bergamo       | 1ª alla CEV Champions League 2009-10        | Debutto               |
| Osasco        | 1ª al campionato sudamericano per club 2010 | Debutto               |
| Mirador       | Rappr. del Nord e Centro America            | Debutto               |
| Federbrau     | 1ª al campionato asiatico per club 2010     | Debutto               |
| Kenya Prisons | Campione d'Africa                           | Debutto               |
| Fenerbahçe    | Wild card                                   | Debutto               |

| 23 ottobre 2010     | Sorteggio gironi                |
| 15 dicembre 2010    | Fase a gironi, prima giornata   |
| 16 dicembre 2010    | Fase a gironi, seconda giornata |
| 17-19 dicembre 2010 | Fase a gironi, terza giornata   |
| 20 dicembre 2010    | Semifinali                      |
| 21 dicembre 2010    | Finali                          |

## Torneo

### Fase a gironi
Il sorteggio per la definizione dei gironi della prima fase si è tenuto il 23 ottobre 2010 al Grand Regency Hotel di Doha.

La fase a gironi ha preso il via il 15 dicembre 2010, e si è conclusa il 19 dicembre. Il 18 dicembre le gare sono state sospese a causa della festa nazionale del Qatar.
| Girone A   | Girone B      |
| ---------- | ------------- |
| Fenerbahçe | Bergamo       |
| Federbrau  | Kenya Prisons |
| Osasco     | Mirador       |

#### Girone A

##### Risultati
| 15 dicembre 2010 Al-Gharafa Indoor Hall, Doha Durata: 1h:14 - Spettatori: 550   | Federbrau  | 0 - 3 | Osasco    | 15-25, 24-26, 28-30 |
| 16 dicembre 2010 Al-Gharafa Indoor Hall, Doha Durata: 1h:16 - Spettatori: 1 230 | Fenerbahçe | 3 - 0 | Osasco    | 25-17, 25-23, 25-16 |
| 19 dicembre 2010 Al-Gharafa Indoor Hall, Doha Durata: 1h:12 - Spettatori: 500   | Fenerbahçe | 3 - 0 | Federbrau | 25-20, 25-18, 25-23 |

##### Classifica
| Pos | Squadra    | Pt | G | V | P | SV | SP | Ratio | PF  | PS  | Ratio |
| --- | ---------- | -- | - | - | - | -- | -- | ----- | --- | --- | ----- |
| 1   | Fenerbahçe | 4  | 2 | 2 | 0 | 6  | 0  | MAX   | 150 | 117 | 1.282 |
| 2   | Osasco     | 3  | 2 | 1 | 1 | 3  | 3  | 1.000 | 137 | 142 | 0.965 |
| 3   | Federbrau  | 2  | 2 | 0 | 2 | 0  | 6  | 0.000 | 128 | 156 | 0.821 |

#### Girone B

##### Risultati
| 15 dicembre 2010 Al-Gharafa Indoor Hall, Doha Durata: 1h:12 - Spettatori: 1 600 | Kenya Prisons | 0 - 3 | Mirador       | 20-25, 11-25, 17-25 |
| 16 dicembre 2010 Al-Gharafa Indoor Hall, Doha Durata: 1h:23 - Spettatori: 200   | Bergamo       | 3 - 0 | Mirador       | 27-25, 25-12, 25-22 |
| 17 dicembre 2010 Al-Gharafa Indoor Hall, Doha Durata: 1h:04 - Spettatori: 1 350 | Bergamo       | 3 - 0 | Kenya Prisons | 25-15, 25-13, 25-16 |

##### Classifica
| Pos | Squadra       | Pt | G | V | P | SV | SP | Ratio | PF  | PS  | Ratio |
| --- | ------------- | -- | - | - | - | -- | -- | ----- | --- | --- | ----- |
| 1   | Bergamo       | 4  | 2 | 2 | 0 | 6  | 0  | MAX   | 152 | 103 | 1.476 |
| 2   | Mirador       | 3  | 2 | 1 | 1 | 3  | 3  | 1.000 | 134 | 125 | 1.072 |
| 3   | Kenya Prisons | 2  | 2 | 0 | 2 | 0  | 6  | 0.000 | 92  | 150 | 0.613 |

### Fase finale
|  | Semifinali | Semifinali | Semifinali |        |            | Finale             | Finale             | Finale             |  |
|  |            |            |            |        |            |                    |                    |                    |  |
|  | Fenerbahçe | Fenerbahçe | 3          |        |            |                    |                    |                    |  |
|  | Fenerbahçe | Fenerbahçe | 3          |        |            |                    |                    |                    |  |
|  | Mirador    | Mirador    | 0          |        |            |                    |                    |                    |  |
|  | Mirador    | Mirador    | 0          |        | Fenerbahçe | Fenerbahçe         | 3                  |                    |  |
|  |            |            |            |        | Fenerbahçe | Fenerbahçe         | 3                  |                    |  |
|  |            |            | Osasco     | Osasco | 0          |                    |                    |                    |  |
|  | Bergamo    | Bergamo    | Osasco     | Osasco | 0          | 0                  |                    |                    |  |
|  | Bergamo    | Bergamo    |            |        |            | 0                  |                    |                    |  |
|  | Osasco     | Osasco     | 3          |        |            | Finale 3º/4º posto | Finale 3º/4º posto | Finale 3º/4º posto |  |
|  | Osasco     | Osasco     | 3          |        |            |                    |                    |                    |  |
|  |            |            |            |        |            |                    |                    |                    |  |
|  |            |            |            |        |            | Mirador            | Mirador            | 1                  |  |
|  |            |            |            |        |            | Mirador            | Mirador            | 1                  |  |
|  |            |            |            |        |            | Bergamo            | Bergamo            | 3                  |  |

#### Semifinali
| 20 dicembre 2010 Al-Gharafa Indoor Hall, Doha Durata: 1h:18 - Spettatori: 720   | Fenerbahçe | 3 - 0 | Mirador | 25-21, 25-18, 25-18 |
| 20 dicembre 2010 Al-Gharafa Indoor Hall, Doha Durata: 1h:22 - Spettatori: 1 045 | Bergamo    | 0 - 3 | Osasco  | 22-25, 20-25, 21-25 |

#### Finale 3º posto
| 21 dicembre 2010 Al-Gharafa Indoor Hall, Doha Durata: 1h:39 - Spettatori: 792 | Mirador | 1 - 3 | Bergamo | 8-25, 25-23, 8-25, 15-25 |

#### Finale
| 21 dicembre 2010 Al-Gharafa Indoor Hall, Doha Durata: 1h:19 - Spettatori: 3 601 | Fenerbahçe | 3 - 0 | Osasco | 25-23, 25-22, 25-18 |

## Classifica finale
| Pos | Squadre       |
| --- | ------------- |
|     | Fenerbahçe    |
|     | Osasco        |
|     | Bergamo       |
| 4   | Mirador       |
| 5   | Federbrau     |
| 5   | Kenya Prisons |

## Premi individuali
| Premio                 | Nome                 | Squadra    |
| ---------------------- | -------------------- | ---------- |
| MVP                    | Katarzyna Skowrońska | Fenerbahçe |
| Miglior realizzatrice  | Katarzyna Skowrońska | Fenerbahçe |
| Miglior attaccante     | Thaísa de Menezes    | Osasco     |
| Miglior muro           | Annerys Vargas       | Mirador    |
| Miglior servizio       | Eda Erdem            | Fenerbahçe |
| Miglior palleggiatrice | Carolina Albuquerque | Osasco     |
| Miglior libero         | Brenda Castillo      | Mirador    |